# Futbolniy Klub Volyn
Volyn Lutsk é um clube de futebol profissional ucraniano da cidade de Lutsk.